# فولتا البرتغال 2021
فولتا البرتغال 2021 (بالبرتغالية: Volta a Portugal de 2021‏) هو سباق دراجات هوائية من فئة سباق المرحلة، وهو الموسم رقم 82 من فولتا البرتغال، وأقيم خلال الفترة 4 أغسطس 2021، وحتى 15 أغسطس 2021، وهو أحد سباقات طواف أوروبا للدراجات 2021.
فاز بالمركز الأول أمارو أنتونز، وبالمركز الثاني ماوريسيو موريرا، وبالمركز الثالث اليخاندرو مارك، وفاز رافاييل ريس في ترتيب النقاط، وكان الفائز حسب النقاط للشباب Abner González ‏، وكان الفائز في تصنيف الجبال Bruno Silva (cyclist) ‏.

## الفرق
| فريق عالمي- Movistar Team فرق برو (6)- Rally Cycling - كيرن فارما 2021 ‏ - برجس بي إتش 2021 ‏ - أوسكالتيل أوسكادي 2021 ‏ - كاجا رورال-سيغوروس 2021 ‏ - بنجوال دبليو بي 2021 ‏ فرق قارية (11)- سويفت كاربون 2021 ‏ - AP Hotels & Resorts–Tavira–SC Farense ‏ - Rádio Popular–Paredes–Boavista ‏ - كيلي - سيمولدز يو دي أو 2021 ‏ - أنترت فيرينسي 2021 ‏ - Louletano Desportos Clube (cycling) ‏ - Tavfer–Ovos Matinados–Mortágua ‏ - Israel Premier Tech Academy ‏ - إيفابيل 2021 ‏ - W52–FC Porto ‏ - Credibom–LA Alumínios–Marcos Car ‏ |  |
| |  |

## المراحل
| قائمة المراحل | قائمة المراحل | قائمة المراحل                 | قائمة المراحل      | قائمة المراحل | قائمة المراحل     | قائمة المراحل             |
| المرحلة       | التاريخ       | الدورة                        |                    | المسافة (كم)  | الفائز بالمرحلة   | القائد العام              |
| ------------- | ------------- | ----------------------------- | ------------------ | ------------- | ----------------- | ------------------------- |
| المقدمة       | 4 أغسطس       | لشبونة – لشبونة               | فردي ضد الساعة     | 5٫4           | رافاييل ريس       | رافاييل ريس               |
| مرحلة 1       | 5 أغسطس       | توريس فيدراس – شطوبر          | مرحلة جبلية        | 175٫8         | رافاييل ريس       | رافاييل ريس               |
| مرحلة 2       | 6 أغسطس       | بونتي دي سور – كاستيلو برانكو | مرحلة جبلية متوسطة | 162٫1         | كايل ميرفي        | رافاييل ريس               |
| مرحلة 3       | 7 أغسطس       | سرتيا – كوفيليا               | مرحلة جبلية        | 170٫3         | اليخاندرو مارك    | اليخاندرو مارك            |
| مرحلة 4       | 8 أغسطس       | Belmonte ‏ – غوآردا            | مرحلة جبلية متوسطة | 181٫6         | فريدريكو فيغيريدو | اليخاندرو مارك            |
| مرحلة 5       | 10 أغسطس      | أجويدا – سانتو تريسو          | مرحلة جبلية متوسطة | 171٫3         | Mason Hollyman ‏   | Daniel Freitas (cyclist) ‏ |
| مرحلة 6       | 11 أغسطس      | فيانا دو كاستيلو – فافي       | مرحلة جبلية متوسطة | 182٫4         | بن كينج           | اليخاندرو مارك            |
| مرحلة 7       | 12 أغسطس      | فيلجويراس – براغانزا          | مرحلة جبلية متوسطة | 193٫2         | رافاييل ريس       | رافاييل ريس               |
| مرحلة 8       | 13 أغسطس      | براغانزا – Montalegre ‏        | مرحلة جبلية        | 160٫7         | كايل ميرفي        | أمارو أنتونز              |
| مرحلة 9       | 14 أغسطس      | Boticas ‏ – Mondim de Basto ‏   | مرحلة جبلية        | 145٫5         | ماوريسيو موريرا   | أمارو أنتونز              |
| مرحلة 10      | 15 أغسطس      | فيسيو – فيسيو                 | فردي ضد الساعة     | 20٫3          | رافاييل ريس       | أمارو أنتونز              |

## النتيجة
| المرحلة    |                       | الفائز _          | التصنيف العام             | حسب النقاط  | تسلق الجبل             | أفضل شاب        | الفريق _         |
| ---------- | --------------------- | ----------------- | ------------------------- | ----------- | ---------------------- | --------------- | ---------------- |
| المقدمة    | مرحلة سباق الزمن فردي | رافاييل ريس       | رافاييل ريس               | لا أحد‏      | لا أحد‏                 | Juri Hollmann ‏  | Sabgal–Anicolor ‏ |
| المرحلة 1  | مرحلة التلال          | رافاييل ريس       | رافاييل ريس               | رافاييل ريس | Hugo Nunes ‏            | Juri Hollmann ‏  | Sabgal–Anicolor ‏ |
| المرحلة 2  | مرحلة متوسطة          | كايل ميرفي        | رافاييل ريس               | كايل ميرفي  | Marvin Scheulen‏        | Juri Hollmann ‏  | Sabgal–Anicolor ‏ |
| المرحلة 3  | مرحلة جبلية           | اليخاندرو مارك    | اليخاندرو مارك            | لويس غوميش  | اليخاندرو مارك         | Abner González ‏ | Sabgal–Anicolor ‏ |
| المرحلة 4  | مرحلة متوسطة          | فريدريكو فيغيريدو | اليخاندرو مارك            | لويس غوميش  | أمارو أنتونز           | Abner González ‏ | Sabgal–Anicolor ‏ |
| المرحلة 5  | مرحلة متوسطة          | Mason Hollyman ‏   | Daniel Freitas (cyclist) ‏ | لويس غوميش  | أمارو أنتونز           | Abner González ‏ | Sabgal–Anicolor ‏ |
| المرحلة 6  | مرحلة متوسطة          | بن كينج           | اليخاندرو مارك            | لويس غوميش  | Bruno Silva (cyclist) ‏ | Abner González ‏ | Sabgal–Anicolor ‏ |
| المرحلة 7  | مرحلة متوسطة          | رافاييل ريس       | رافاييل ريس               | رافاييل ريس | Bruno Silva (cyclist) ‏ | Abner González ‏ | Sabgal–Anicolor ‏ |
| المرحلة 8  | مرحلة جبلية           | كايل ميرفي        | أمارو أنتونز              | رافاييل ريس | Bruno Silva (cyclist) ‏ | Abner González ‏ | Sabgal–Anicolor ‏ |
| المرحلة 9  | مرحلة جبلية           | ماوريسيو موريرا   | أمارو أنتونز              | رافاييل ريس | Bruno Silva (cyclist) ‏ | Abner González ‏ | Sabgal–Anicolor ‏ |
| المرحلة 10 | مرحلة سباق الزمن فردي | رافاييل ريس       | أمارو أنتونز              | رافاييل ريس | Bruno Silva (cyclist) ‏ | Abner González ‏ | Sabgal–Anicolor ‏ |
| النهائي    | النهائي               |                   | أمارو أنتونز              | رافاييل ريس | Bruno Silva (cyclist) ‏ | Abner González ‏ | Sabgal–Anicolor ‏ |

## التصنيف العام النهائي
| التصنيف العام | التصنيف العام     | التصنيف العام | التصنيف العام                         | التصنيف العام  |  |
| العداء        | العداء            | البلد         | الفريق                                | الوقت          |  |
| ------------- | ----------------- | ------------- | ------------------------------------- | -------------- |  |
| 1             | أمارو أنتونز      | البرتغال      | W52-FC Porto                          | 39 س 39 د 33 ث |  |
| 2             | ماوريسيو موريرا   | الأوروغواي    | Efapel                                | + 10 ث         |  |
| 3             | اليخاندرو مارك    | إسبانيا       | Atum General /Tavira/Maria Nova Hotel | + 1 د 23 ث     |  |
| 4             | جوني برانداو      | البرتغال      | W52-FC Porto                          | + 1 د 36 ث     |  |
| 5             | فريدريكو فيغيريدو | البرتغال      | Efapel                                | + 2 د 04 ث     |  |
| 6             | Abner González ‏   | بورتوريكو     | موفيستار                              | + 3 د 43 ث     |  |
| 7             | José Félix Parra ‏ | إسبانيا       | Equipo Kern Pharma                    | + 3 د 49 ث     |  |
| 8             | أنطونيو كارفاليو  | البرتغال      | Efapel                                | + 5 د 18 ث     |  |
| 9             | جواو رودريغوس     | البرتغال      | W52-FC Porto                          | + 6 د 32 ث     |  |
| 10            | هنريكي هيكتور     | البرتغال      | Kelly-Simoldes-UDO                    | + 9 د 51 ث     |  |

### تصنيف النقاط
| تصنيف النقاط | تصنيف النقاط    | تصنيف النقاط     | تصنيف النقاط           | تصنيف النقاط |  |
| العداء       | العداء          | البلد            | الفريق                 | النقاط       |  |
| ------------ | --------------- | ---------------- | ---------------------- | ------------ |  |
| 1            | رافاييل ريس     | البرتغال         | Efapel                 | 138 نقطة     |  |
| 2            | لويس غوميش      | البرتغال         | Kelly-Simoldes-UDO     | 84 نقطة      |  |
| 3            | بن كينج         | الولايات المتحدة | Rally Cycling          | 78 نقطة      |  |
| 4            | كايل ميرفي      | الولايات المتحدة | Rally Cycling          | 56 نقطة      |  |
| 5            | جوني برانداو    | البرتغال         | W52-FC Porto           | 54 نقطة      |  |
| 6            | لويس ماس        | إسبانيا          | موفيستار               | 45 نقطة      |  |
| 7            | ماوريسيو موريرا | الأوروغواي       | Efapel                 | 42 نقطة      |  |
| 8            | Mason Hollyman ‏ | المملكة المتحدة  | Israel Cycling Academy | 37 نقطة      |  |
| 10           | أمارو أنتونز    | البرتغال         | W52-FC Porto           | 36 نقطة      |  |

### تصنيف الجبال
| تصنيف الجبال | تصنيف الجبال           | تصنيف الجبال     | تصنيف الجبال                          | تصنيف الجبال |  |
| العداء       | العداء                 | البلد            | الفريق                                | النقاط       |  |
| ------------ | ---------------------- | ---------------- | ------------------------------------- | ------------ |  |
| 1            | Bruno Silva (cyclist) ‏ | البرتغال         | LA Alumínios-LA Sport                 | 57 نقطة      |  |
| 2            | ماوريسيو موريرا        | الأوروغواي       | Efapel                                | 56 نقطة      |  |
| 3            | أمارو أنتونز           | البرتغال         | W52-FC Porto                          | 54 نقطة      |  |
| 4            | فريدريكو فيغيريدو      | البرتغال         | Efapel                                | 51 نقطة      |  |
| 5            | Roniel Campos ‏         | فنزويلا          | Louletano-Loulé Concelho              | 42 نقطة      |  |
| 6            | اليخاندرو مارك         | إسبانيا          | Atum General /Tavira/Maria Nova Hotel | 36 نقطة      |  |
| 7            | جوني برانداو           | البرتغال         | W52-FC Porto                          | 33 نقطة      |  |
| 8            | José Félix Parra ‏      | إسبانيا          | Equipo Kern Pharma                    | 31 نقطة      |  |
| 9            | رافاييل سيلفا          | البرازيل         | أوراوا رد دايموندز                    | 30 نقطة      |  |
| 10           | كايل ميرفي             | الولايات المتحدة | Rally Cycling                         | 27 نقطة      |  |

## تصنيف الفرق

### الفرق حسب الوقت
| تصنيف الفرق حسب الوقت | تصنيف الفرق حسب الوقت     | تصنيف الفرق حسب الوقت | تصنيف الفرق حسب الوقت |  |
| الفريق                | الفريق                    | البلد                 | الوقت                 |  |
| --------------------- | ------------------------- | --------------------- | --------------------- |  |
| 1                     | Efapel                    | البرتغال              | 118 س 45 د 58 ث       |  |
| 2                     | W52-FC Porto              | البرتغال              | + 10 د 42 ث           |  |
| 3                     | Kelly-Simoldes-UDO        | البرتغال              | + 44 د 56 ث           |  |
| 4                     | Louletano-Loulé Concelho  | البرتغال              | + 47 د 42 ث           |  |
| 5                     | Tavfer-Measindot-Mortágua | البرتغال              | + 1 س 03 د 15 ث       |  |

## تصانيف فرعية

### تصنيف أفضل شاب
| تصنيف أفضل شاب | تصنيف أفضل شاب      | تصنيف أفضل شاب  | تصنيف أفضل شاب         | تصنيف أفضل شاب  |  |
| العداء         | العداء              | البلد           | الفريق                 | الوقت           |  |
| -------------- | ------------------- | --------------- | ---------------------- | --------------- |  |
| 1              | Abner González ‏     | بورتوريكو       | موفيستار               | 39 س 43 د 16 ث  |  |
| 2              | Pedro Miguel Lopes ‏ | البرتغال        | Kelly-Simoldes-UDO     | + 53 د 19 ث     |  |
| 3              | Mason Hollyman ‏     | المملكة المتحدة | Israel Cycling Academy | + 1 س 01 د 48 ث |  |
| 4              | Hélder Gonçalves ‏   | البرتغال        | U.D. Oliveirense       | + 1 س 02 د 20 ث |  |
| 5              | Juri Hollmann ‏      | ألمانيا         | موفيستار               | + 1 س 44 د 28 ث |  |

## وصلات خارجية
- الموقع الرسمي
- فولتا البرتغال 2021 على موقع إحصائيات الدراجات الإحترافية (الإنجليزية)